# Judd Apatow
Judd Apatow (New York, 6 december 1967) is een Amerikaans filmregisseur, -producent en scenarioschrijver, vooral bekend vanwege zijn bijdragen aan filmkomedies.

## Biografie

### Carrière
Apatow begon met name als scenarioschrijver en producent van onder meer The Cable Guy uit 1996. Zijn productiehuis werkte daarna aan de televisieseries Freaks and Geeks in 1999 en Undeclared in 2001. Zijn regiedebuut kwam in 2005 met The 40 Year Old Virgin waarna hij ook Knocked Up in 2007, Funny People in 2009 en This Is 40 in 2012 regisseerde. Als producent was hij nog actiever met onder andere Talladega Nights: The Ballad of Ricky Bobby in 2006, Superbad in 2007, Pineapple Express, Drillbit Taylor, Forgetting Sarah Marshall en Step Brothers allen in 2008, Year One in 2009, Get Him to the Greek in 2010 en Bridesmaids in 2011. Ook produceert hij sinds 2012 de televisieserie Girls.
In zijn films werkt hij vaak samen met acteurs Jonah Hill, Seth Rogen en Paul Rudd.

### Persoonlijk
Apatow groeide op in New York in een Joods gezin. Tegenwoordig woont hij in Los Angeles met zijn vrouw, actrice Leslie Mann, en hun twee dochters. In Knocked Up en Funny People spelen hun kinderen Maude en Iris een kleine rol als dochters van het personage van Mann. In This Is 40 kreeg Maude een prominentere rol.

## Filmografie

### Films
| 1992 | Crossing the Bridge                         |   | x |   |   |
| 1995 | Heavyweights                                |   | x | x | x |
| 1996 | Celtic Pride                                |   | x | x |   |
| 1996 | The Cable Guy                               |   | x |   |   |
| 2004 | Anchorman: The Legend of Ron Burgundy       |   | x |   | x |
| 2005 | Kicking & Screaming                         |   | x |   |   |
| 2005 | The 40-Year-Old Virgin                      | x | x | x |   |
| 2005 | Fun with Dick and Jane                      |   |   | x |   |
| 2006 | The TV Set                                  |   | x |   |   |
| 2006 | Talladega Nights: The Ballad of Ricky Bobby |   | x |   |   |
| 2007 | Knocked Up                                  | x | x | x |   |
| 2007 | Superbad                                    |   | x |   |   |
| 2007 | Walk Hard: The Dewey Cox Story              |   | x | x |   |
| 2008 | Drillbit Taylor                             |   | x |   |   |
| 2008 | Forgetting Sarah Marshall                   |   | x |   |   |
| 2008 | You Don't Mess with the Zohan               |   |   | x |   |
| 2008 | Step Brothers                               |   | x |   |   |
| 2008 | Pineapple Express                           |   | x | x |   |
| 2009 | Year One                                    |   | x |   |   |
| 2009 | Funny People                                | x | x | x |   |
| 2010 | Get Him to the Greek                        |   | x |   |   |
| 2011 | Bridesmaids                                 |   | x |   |   |
| 2011 | Zookeeper                                   |   |   |   | x |
| 2012 | Wanderlust                                  |   | x |   |   |
| 2012 | The Five-Year Engagement                    |   | x |   |   |
| 2012 | This Is 40                                  | x | x | x |   |
| 2013 | Anchorman 2: The Legend Continues           |   | x |   |   |
| 2014 | Begin Again                                 |   | x |   |   |
| 2015 | Trainwreck                                  | x | x |   |   |
| 2020 | The King of Staten Island                   | x | x | x |   |

### Kortfilms
| Jaar | Film              | Naam op de aftiteling | Naam op de aftiteling | Naam op de aftiteling | Naam op de aftiteling |
| Jaar | Film              | Regisseur             | Producer              | Scenario              | Acteur                |
| ---- | ----------------- | --------------------- | --------------------- | --------------------- | --------------------- |
| 2006 | American Storage  |                       | x                     |                       |                       |
| 2011 | I Am Harry Potter | x                     | x                     | x                     |                       |

### Televisie
| Jaar      | Titel                              | Naam op de aftiteling | Naam op de aftiteling | Naam op de aftiteling | Naam op de aftiteling | Naam op de aftiteling |
| Jaar      | Titel                              | Regisseur             | Producer              | Scenario              | Acteur                | Andere                |
| --------- | ---------------------------------- | --------------------- | --------------------- | --------------------- | --------------------- | --------------------- |
| 1991      | Jim Carrey: The Un-Natural Act     |                       |                       |                       |                       | Co-producer           |
| 1992–1993 | The Ben Stiller Show               |                       | x                     | x                     | x                     |                       |
| 1992      | HBO Comedy Hour: Roseanne Arnold   |                       |                       |                       |                       | Co-producer           |
| 1993–1998 | The Larry Sanders Show             | x                     | x                     | x                     |                       |                       |
| 1994–1995 | The Critic                         |                       | x                     | x                     | x                     |                       |
| 1995      | NewsRadio                          |                       |                       |                       | x                     |                       |
| 1999–2000 | Freaks and Geeks                   | x                     | x                     | x                     |                       |                       |
| 2001–2002 | Undeclared                         | x                     | x                     | x                     |                       |                       |
| 2006      | Help Me Help You                   |                       |                       |                       | x                     |                       |
| 2010      | Funny or Die Presents              |                       | x                     | x                     |                       |                       |
| 2011      | America in Primetime               |                       |                       |                       | x                     |                       |
| 2012-2017 | Girls                              |                       | x                     | x                     |                       |                       |
| 2015      | The Simpsons                       |                       |                       | x                     | x                     | voice over            |
| 2016      | 30 for 30                          | x                     | x                     |                       |                       |                       |
| 2016-2018 | Love                               | x                     | x                     | x                     |                       | Bedenker              |
| 2017-2019 | Crashing                           | x                     | x                     | x                     |                       |                       |
| 2018      | The Zen Diaries of Garry Shandling | x                     |                       |                       |                       |                       |
| 2022      | George Carlin's American Dream     | x                     | x                     |                       |                       |                       |